# والت فلانغن
والت فلانغن (بالإنجليزية: Walt Flanagan)‏ هو ممثل أمريكي، ولد في 23 أكتوبر 1967 في الولايات المتحدة.

## وصلات خارجية
- والت فلانغن على موقع IMDb (الإنجليزية)
- والت فلانغن على موقع قاعدة بيانات الفيلم (الإنجليزية)